# Kostel svatého Prokopa (Studená)
Kostel svatého Prokopa je farní kostel v římskokatolické farnosti Studená, nachází se v centru obce Studená na Zákostelní ulici. Kostel je jednolodní původně gotická stavba s polygonálním závěrem a hranolovou věží. Kostel je chráněn jako kulturní památka České republiky.

## Historie
Kostel byl postaven ve 14. století jako gotický, z původní stavby zůstal presbytář s gotickým oknem. Z roku 1647 pochází kostelní kamenná křtitelnice. V roce 1750 kostel vyhořel, ze stavby zůstala stát pouze loď s plochým stropem, při stejném požáru shořela i farní budova. Kostel byl opraven a při dalším velkém požáru dne 23. srpna 1840 kostel nebyl, na rozdíl od zbytku obce, zasažen. Vyhořel však v roce 1854, v roce 1855 pak byl přestavěn do současné podoby.